# Ibrahim II ibn Ahmad
Ibrahim II ibn Ahmad av Ifriqiya, född 850, död 902, var regerande emir av Ifriqiya ur aghlabidernas dynasti mellan 875 och 902.
Han efterträdde sin bror på tronen. Han beskrivs som en effektiv och framgångsrik regent, som införde säkerhet i sin domän, gynnade köpenskapen, utförde offentliga byggnadsverk, motverkade den lokala aristokratin till fördel för ett centraliserat styre, och utkämpade framgångsrika krig mot tuluniderna i Egypten. 
Han fick också ett rykte som en ökänd tyrann, då han ska ha visat sadistiska tendenser och torterat och mördat personer, bland annat sina egna slavar, för nöjes skull. Hans mor ska ha varit den enda person han visade respekt och tillät fungera som hans rådgivare. Han avled under en belägring på Sicilien under en kampanj där han planerade att anfall Konstantinopel från norra sidan. 